# Katinka Hosszú
Katinka Hosszú (Pécs, 3 de maio de 1989) é uma ex-nadadora húngara. Detém diversos recordes mundiais, e títulos em campeonatos mundiais e nos Jogos Olímpicos.

## Carreira

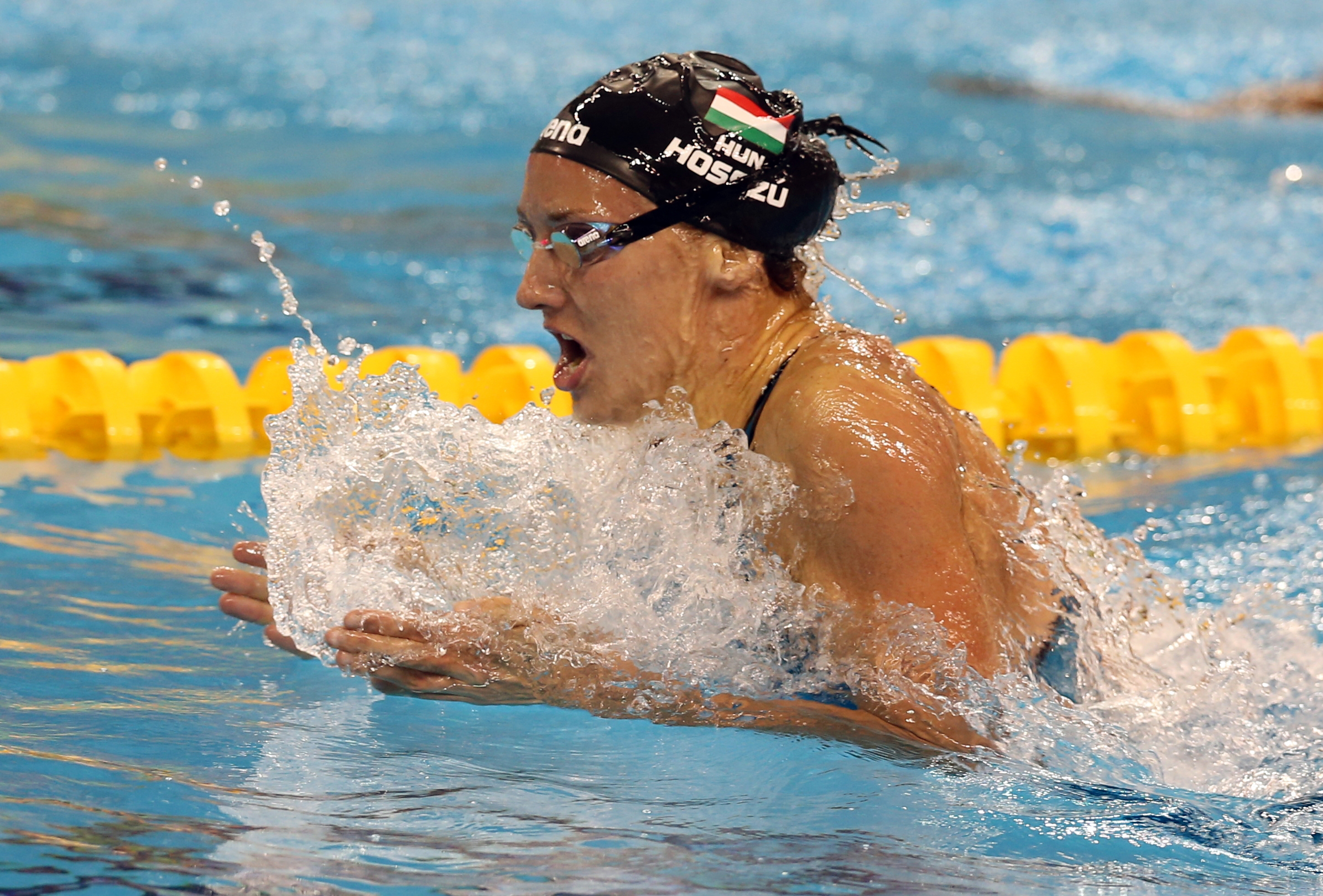
Hosszú nadando em 2013.

Em 2009, no Campeonato Mundial, disputado em Roma, ela obteve três medalhas, sendo uma de ouro na prova dos 400 m medley, na qual bateu o recorde do campeonato, e duas de bronze, na prova dos 200 m medley e dos 200 m borboleta.
Hosszú competiu em três edições dos Jogos Olímpicos de Verão sem ganhar medalhas, Atenas 2004 (200 m medley), Pequim 2008 (200 e 400 m medley), e Londres 2012 (200m — 8º lugar — e 400m medley — 4º — e 200m borboleta). Frustrada com o mau rendimento na última, pediu a seu namorado e futuro marido Shane Tusup, a quem conhecera na University of Southern California, para se tornar seu técnico. Assumindo um rigoroso treinamento que lhe rendeu o apelido "Dama de Ferro", ganhou as provas de medley nos Mundiais de 2013 em Barcelona e  2015 em Kazan, muitas vezes com recordes mundiais. Finalmente Hosszú teve sucesso na sua quarta aparição olímpica, durante os Jogos Olímpicos de Verão de 2016 no Rio de Janeiro, conquistando três medalhas de ouro — 200 e 400 m medley (com o recorde olímpico no primeiro e o mundial no segundo) e 100 m costas — e uma medalha de prata — 200 m costas.
Se aposentou das piscinas em 9 de janeiro de 2025, com 35 anos de idade e diversos títulos e recordes mundiais alcançados.